# Monaster Žiča
Monaster Žiča (serb. cyrylicą Жича) – prawosławny klasztor w Kraljevie, pierwotnie męski, obecnie (2011) żeński. Siedziba eparchii žickiej.
Klasztor został założony na początku XIII stulecia przez króla Stefana Pierwszego Koronowanego. Znaczne zasługi dla wzniesienia monasteru przypisuje się również św. Sawie, który obrał Žičę na pierwszą siedzibę zwierzchników Serbskiego Kościoła Prawosławnego po uzyskaniu przezeń autokefalii w 1219. Według legendy przyszły święty arcybiskup Serbii został doprowadzony do budynków klasztornych przez zesłaną z nieba złotą nić (serb. žiča). Stąd też pochodzi potoczna nazwa monasteru.
Pod koniec XIII w. klasztor został uszkodzony i wymagał renowacji, którą przeprowadził król Stefan Urosz II Milutin przy współpracy z arcybiskupami Eustachym, Nikodemem i Danielem II. W XVI w. monaster był ponownie dewastowany przez Turków, którzy zniszczyli m.in. część fresków, zawierających obce islamowi postacie świętych. W 1562 klasztor odnowiono po tych zniszczeniach. Splądrowany po raz kolejny, został odnowiony po raz drugi w XVIII stuleciu.

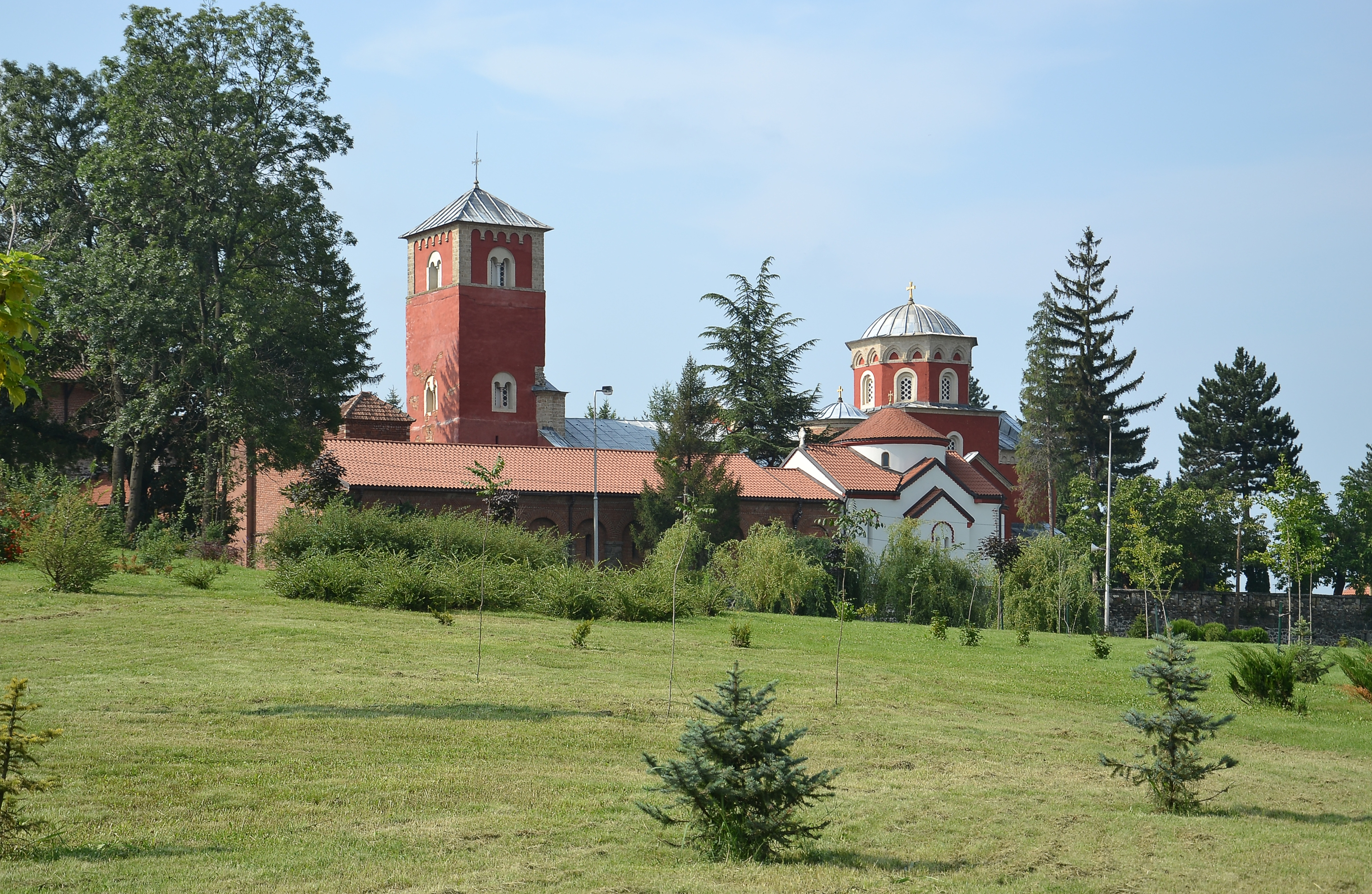
Widok ogólny klasztoru

Kompleks klasztorny został rozbudowany w okresie międzywojennym i poddany kompleksowym pracom konserwatorskim po trzęsieniu ziemi w 1987.
Główna cerkiew nosi wezwanie Wniebowstąpienia Pańskiego. Reprezentuje styl szkoły raszkańskiej w architekturze: jest to budynek jednonawowy, z transeptem i szeroką absydą od wschodu, naśladujący katholikony klasztorów Athos. Pierwotnie świątynia była z zewnątrz malowana na różne kolory. Dopiero później tę dekorację zastąpiła barwa czerwona. W świątyni znajdują się dwie warstwy fresków: pierwsza powstała ok. 1220, druga sto lat później. 
Druga cerkiew w kompleksie klasztornym nosi wezwanie św. Teodora Tyrona i św. Teodora Stratylatesa. Powstała w XIV w. i została odnowiona na przełomie XVIII i XIX wieku.
Od 1978 przy klasztorze działa pracownia ikonopisania.